# Wilt Chamberlain
Wilton Norman "Wilt" Chamberlain (21 tháng 8 năm 1936 – 12 tháng 10 năm 1999) là một cựu cầu thủ bóng rổ Mỹ. Ông đã chơi cho Philadelphia/San Francisco Warriors, Philadelphia 76ers, và Los Angeles Lakers của Hiệp hội Bóng rổ Quốc gia (NBA); ông đã chơi cho đại học Kansas và cũng chơi cho Harlem Globetrotters trước khi chơi cho NBA. Ông cao 7 foot 1 inch và cân nặng 250 pound khi còn tân binh trước khi tăng vọt lên 275 và cuối cùng là 300 pound với Lakers. Ông chơi ở vị trí trung phong và được nhiều người xem là một trong những cầu thủ nổi bật và vĩ đại nhất trong lịch sử NBA.
Chamberlain giữ nhiều kỷ lục NBA trong ghi bàn, chụp bóng bật bảng, và độ bền. Ông là cầu thủ duy nhất ghi được 100 điểm trong một trận đấu NBA hay trung bình hơn 40 và 50 điểm trong một mùa giải. Ông cũng giành được bảy mươi điểm, mười một lần bắt bóng bật bảng, chín danh hiệu phân trăm ghi bảng trên sân và dẫn đầu giải đấu trong hỗ trợ một lần. Chamberlain là cầu thủ duy nhất trong lịch sử NBA trung bình ít nhất 30 điểm và 20 chụp bóng bật bảng mỗi trận đấu trong một mùa giải, một kỳ tích anh đạt bảy lần. Ông cũng là cầu thủ duy nhất ghi trung bình ít nhất 30 điểm và 20 chụp bóng bật bảng cho mỗi trận đấu trong toàn bộ sự nghiệp của ông NBA. Mặc dù ông phải chịu đựng một chuỗi dài các tổn thất chuyên nghiệp, Chamberlain đã có một sự nghiệp thành công, giành hai chức vô địch NBA, với bốn chức thường xuyên mùa giải Hầu hết các giải thưởng cầu thủ giá trị, tân binh của năm, một giải thưởng NBA Finals MVP, và được lựa chọn cho 13 trận toàn ngôi sao và đội toàn NBA thứ nhất và thứ nhì. Chamberlain sau đó đã được vinh danh trong Sảnh danh vọng bóng rổ tướng nhớ Naismith vào năm 1978, được bầu vào đội kỷ niệm thứ 35 NBA năm 1980, và được chọn là một trong 50 cầu thủ vĩ đại trong lịch sử NBA năm 1996.
Chamberlain được gọi bằng biệt danh khác nhau trong sự nghiệp chơi bóng rổ của mình. Anh ghét những cái mà gọi là chú ý đến chiều cao của mình như "Goliath" và "Wilt cà kheo", mà được đặt ra trong những ngày trung học của mình bởi một nhà báo thể thao Philadelphia. Ông thích "The Big Dipper " (Kẻ cúi đầu lớn), được lấy cảm hứng từ người bạn của mình thấy anh cúi đầu khi bước qua ngưỡng cửa. Sau khi sự nghiệp bóng rổ của mình đã kết thúc, Chamberlain đã chơi bóng chuyền trong Hiệp hội Bóng chuyền quốc tế ngắn ngủi, là chủ tịch của tổ chức này, và được vinh danh trong Sảnh danh vọng IVA cho những thành tựu của ông. Chamberlain cũng là một doanh nhân thành đạt, là tác giả của nhiều cuốn sách, và xuất hiện trong các bộ phim Conan the Destroyer. Ông là người độc thân suốt đời, và trở nên nổi tiếng với tuyên bố của mình đã từng có quan hệ tình dục với 20.000 phụ nữ.